# Avonbridge
Avonbridge (Drochaid Aibhne in lingua gaelica scozzese) è una località della Scozia, situata nell'area di consiglio di Falkirk.